# Maerkelotritia kirghizica
Maerkelotritia kirghizica är en kvalsterart som beskrevs av Wojciech Niedbała 2006. Maerkelotritia kirghizica ingår i släktet Maerkelotritia och familjen Oribotritiidae. Inga underarter finns listade i Catalogue of Life.